# Magnetão de Bohr
O magnetão de Bohr, referido em alguns textos como magneton de Bohr, (símbolo {\displaystyle \mu _{\mathrm {B} }\,}) é uma constante física relacionada com o momento magnético que recebe seu nome do físico Niels Bohr. Pode ser expresso em térmos de outras constantes elementares como:
{\displaystyle \mu _{\mathrm {B} }={{e\hbar } \over {2m_{\mathrm {e} }}}}
onde:
{\displaystyle e\,} é a carga elementar,
{\displaystyle \hbar } é a constante de Planck reduzida,
{\displaystyle m_{\mathrm {e} }\,} é a massa em repouso do elétron
No sistema internacional de unidades se valor é aproximadamente:
{\displaystyle \mu _{\mathrm {B} }\,} = 9,274 008 99(37)·10-24 J·T-1
No sistema CGS de unidades seu valor é aproximadamente:
{\displaystyle \mu _{\mathrm {B} }\,} = 9,274 008 99(37)·10-21 erg·G-1